# ۷۶۶ (میلادی)
۷۶۶ (میلادی) هفتصد و شصت و ششمین سال تقویم میلادی است.

## درگذشتگان
‎